# 渡辺誠毅
渡辺 誠毅（旧字体：渡邉 誠毅、読み：わたなべ せいき、1914年12月12日 - 2007年2月11日）は、日本のジャーナリスト、元朝日新聞社社長。

## 経歴
東京・千駄ヶ谷で父毅雄、母冨の長男として生まれる。山口高等学校を経て1936年、東京帝国大学農学部農業経済学科卒業、朝日新聞社に入社して札幌支局に配属され、翌年東京本社経済部員。札幌支局員時代、北海道帝国大学農業研究会に関わったことから1942年10月、治安維持法違反で札幌刑務所に入獄（未決）し、朝日新聞社も退社。敗戦後の1945年9月に釈放。
1946年2月朝日新聞社再入社、東京本社政治経済部員。1947年11月、森恭三の後任として新聞単一労組朝日支部委員長となるが、結核のため翌1948年2月に辞任。同年10月調査研究室研究員、1950年1月東京本社経済部員となるも、翌2月に結核のため休職。1951年1月復職、調査研究室調査員、1952年7月東京本社経済部員を兼務、1954年1月調査研究室員兼東京本社経済部員、1957年3月論説委員を兼務、1959年論説委員兼調査研究室員、1963年7月国土総合開発調査会委員を兼務、1965年7月安全保障問題調査会主査を兼務、1966年6月調査研究室長兼論説委員、同年7月大阪本社編集局長、1967年9月総合企画室長、1968年12月取締役（総務・労務担当）、1969年3月常務取締役（総務・労務担当）、同年12月、狭心症と糖尿病で総務・労務担当を退き、1970年11月常務取締役（東京本社代表）、1971年5月常務取締役（出版担当）、同年12月代表取締役専務取締役（編集・出版担当）を経て1974年6月副社長に就任、1976年6月には電子計算機担当を兼務し、1977年12月社長となった。1984年10月31日、日本軍の煙幕を「毒ガスだ」と報じさせ、それが誤報であるとわかり、1984年12月社長を退任し相談役、1989年6月顧問。
1982年3月から1984年12月まで日本新聞協会会長を務めたほか、1988年6月から1998年6月まで信越放送取締役、1993年7月から1997年1月まで横綱審議委員会委員長。
健康上の理由から、外勤記者としての経験は比較的短く、調査研究室員、論説委員として原子力平和利用の促進を主張した。また、前任の広岡知男社長が、村山社主家を朝日新聞社の経営から徹底的に排除して、両者の関係は最悪だったのに対し、渡辺は村山家との関係改善に努めた。副社長時代の1977年8月に村山長挙が没すると、広岡社長は村山家から葬儀への参列も拒否されたのに、渡辺は葬儀委員長を務めている。
朝日新聞社内に波及した中ソ対立では、広岡知男会長らの親中国派に対する親ソ連派に属し、秦正流専務取締役らとともに、村山社主家と「反広岡」で手を組んで、1980年3月に広岡会長を失脚させた。
副社長時代の1974年10月にソ連のコスイギン首相と会見、社長時代の1979年に中国の鄧小平副首相と会見している。
2007年2月11日、肺炎のため死去、92歳。

## 著書
- 『原子兵器と国際平和』 (市民のための原子力) 朝日新聞社, 1958

共著
- 『原子力記事のみかた』阿部滋忠共編. 商工出版社, 1957

### 翻訳
- ヤングサン・ブラウン『アメリカ資本主義発達史』みすず書房, 1952
- G.D.H.コール『産業革命から原子力へ 1750-1950』三宅正也共訳. みすず書房, 1955